# Jozef Depré
Jozef Depré (Overijse, 25 oktober 1921 - aldaar, 3 augustus 2003) was een Belgisch volksvertegenwoordiger.

## Levensloop
Depré werkte als gemeenteontvanger voor de gemeente Overijse. Hij werd namens de CVP, waar hij tot de ACW-strekking behoorde, verkozen tot gemeenteraadslid van Overijse, waar hij van 1976 tot 1985 OCMW-voorzitter en van 1985 tot 1994 burgemeester was. 
Van 1985 tot 1987 was hij ook lid van de Kamer van volksvertegenwoordigers voor het arrondissement Brussel. In de periode december 1985-december 1987 had hij als gevolg van het toen bestaande dubbelmandaat ook zitting in de Vlaamse Raad. De Vlaamse Raad was vanaf 21 oktober 1980 de opvolger van de Cultuurraad voor de Nederlandse Cultuurgemeenschap, die op 7 december 1971 werd geïnstalleerd, en was de voorloper van het huidige Vlaams Parlement.